# Мануел Луїс Озоріу
Мануел Луїс Озоріу, маркіз Ервал (порт. Manuel Luís Osório, o Marquês do Herval; 10 травня 1808 — 4 жовтня 1879) — бразильський військовик та політик, командувач бразильських військ та герой Війни Потрійного альянсу. Був покровителем кавалерії (роду військ та той час) бразильської армії.
На честь Осоріу названі бразильські основні бойові танки.